# 第三大马远景策划纲要
第三大马远景策划纲要（英文：The Third Outline Perspective Plan，简称OPP 3）是马来西亚于2001年至2010年执行的经济政策，为期十年，亦称国家宏愿政策（National Vision Policy）。
此政策旨在建立一个进步与富裕的马来西亚民族（Progressive and Prospereous Bangsa Malaysia），并持续消除贫穷与重组社会，缩短地区经济发展不平衡的距离。